# 105 (Fenur)
La línea 105 tiene como recorrido Peñablanca - Plaza Victoria. Opera entre el Sector Peñablanca en la comuna de Villa Alemana y el sector de la Plaza Victoria en la comuna de Valparaíso, abasteciendo a las comunas de Quilpué y Viña del Mar a través del Camino Troncal y la avenida La Marina.
Tiene una variante troncal.
Forma parte de la Unidad 1 del sistema de buses urbanos de la ciudad de Gran Valparaíso, siendo operada por la empresa Fenur S.A.

## Zonas que sirve
|  | Villa Alemana |
|  | Quilpué       |
|  | Viña Del Mar  |
|  | Valparaíso    |

## Recorrido[1]
| - Villa Alemana - Las Acacias - El Rincón - Manuel Montt - God Bless You - Nueva Memory - Canal Moraleda - Los Andes - Freire - Manuel Montt - Baquedano - Av. Valparaíso - Quilpué - Freire - Blanco Encalda - Av. Diego Portales - Av. Los Carrera - Camino Troncal - Viña Del Mar - Camino Troncal - 1 Norte - Puente Casino - Av. La Marina - Av. España - Valparaíso - Av. España - Av. Argentina - Av. Colón - Edwards - Plaza Victoria | - Valparaíso - Plaza Victoria - Independencia - Buenos Aires - Av. Colón - Av. Argentina - Av. España - Viña Del Mar - Av. España - Av. La Marina - Puente Ecuador - 1 Norte - Camino Troncal - Quilpué - Camino Troncal - Av. Los Carrera - Freire - Villa Alemana - Av. Valparaíso - Baquedano - Manuel Montt - Freire - Los Andes - Canal Moraleda - Nueva Memory - God Bless You - Manuel Montt - Las Acacias - El Rincón |